# Gearum
Gearum, monotipski rod kozlačevki, dio je tribusa Spathicarpeae.
Izvorni areal ove vrste je središnji Brazil (Tocantins, Goiás, Mato Grosso). To je rizomatozni geofit i prvenstveno raste u sezonski suhim tropskim biomima.